# بزل-ميلك م-18 درمادر
بزل-ميلك م-17 درمادر(بالإنجليزية: PZL-Mielec M-18 Dromader) (لغة بولندية: "Dromedary") هي طائرة زراعية بمحرك وحيد، يتم تصنيعها من قبل  بزل ميلك  في بولندا. يتم استخدام الطائرات لسبب رئيسي هو فصل المحاصيل أو مكافحة الحريق.

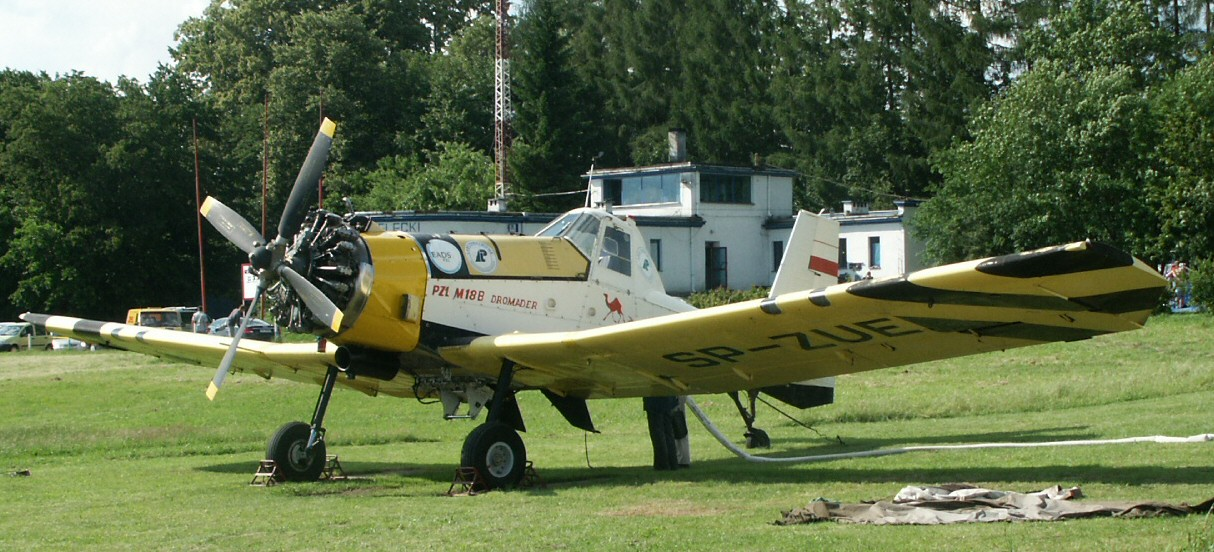
PZL M-18B Dromader as waterbomber

## العمليات

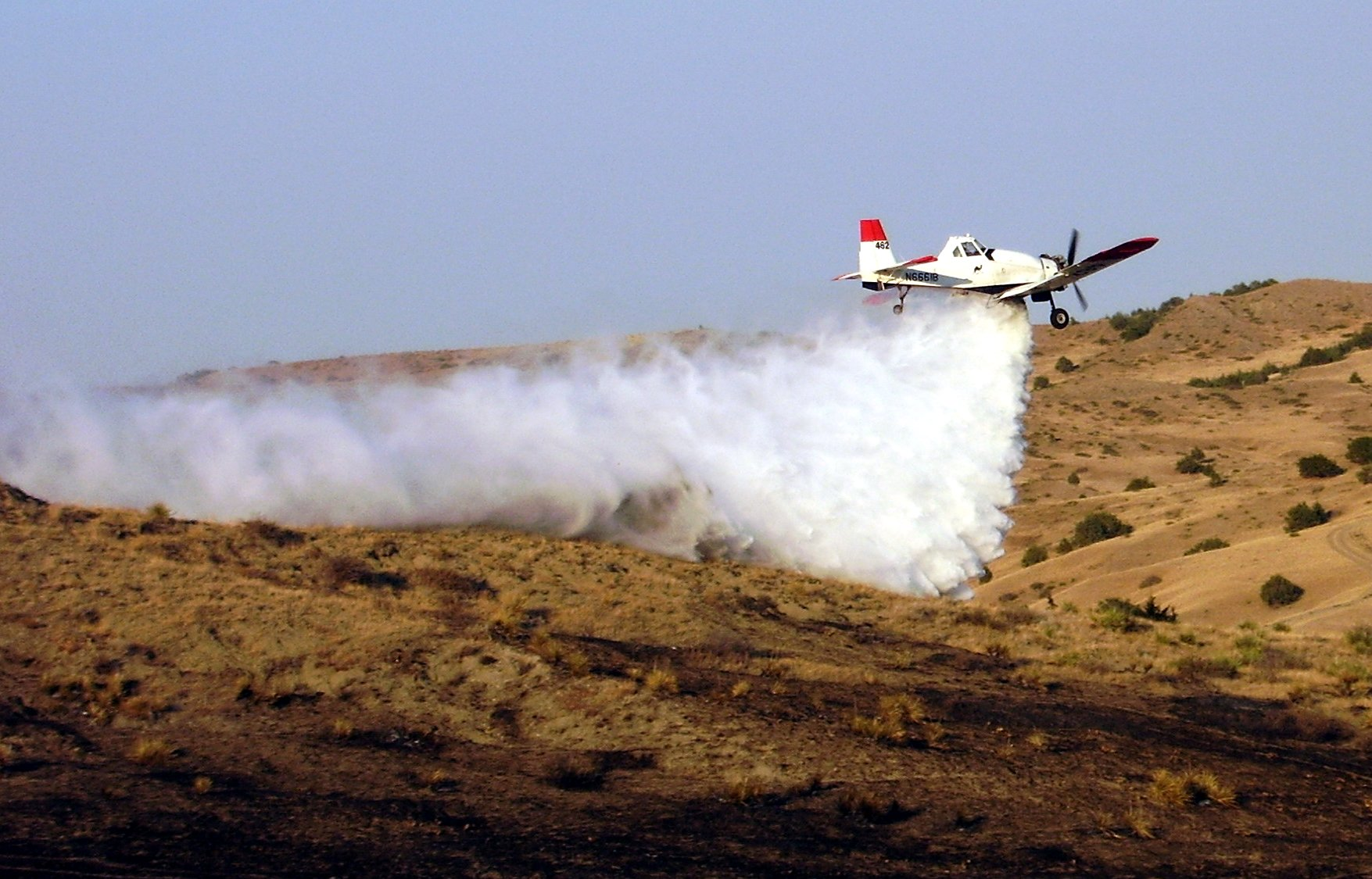
M-18B Dromader dropping water

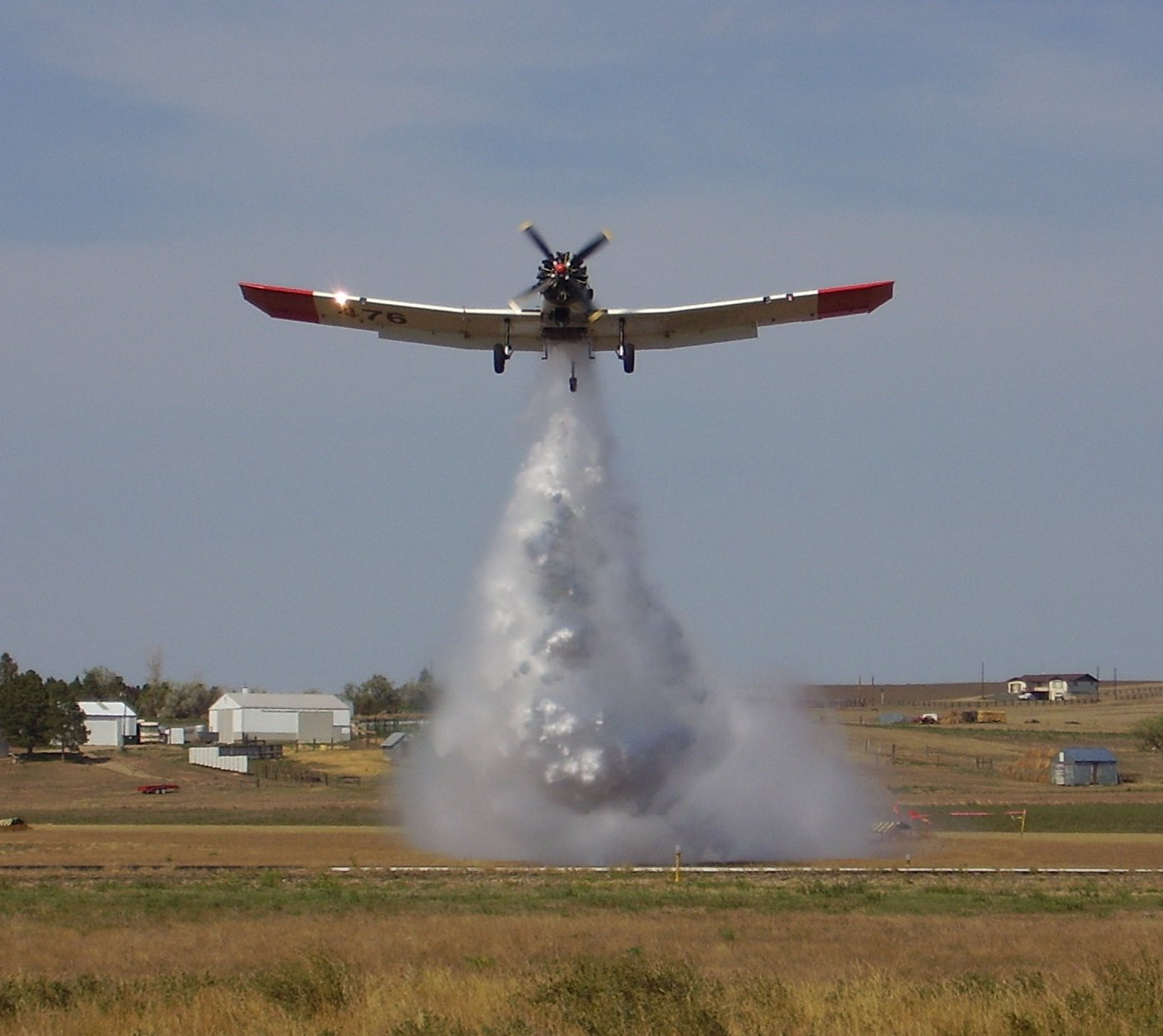
M-18B Dromader dropping water

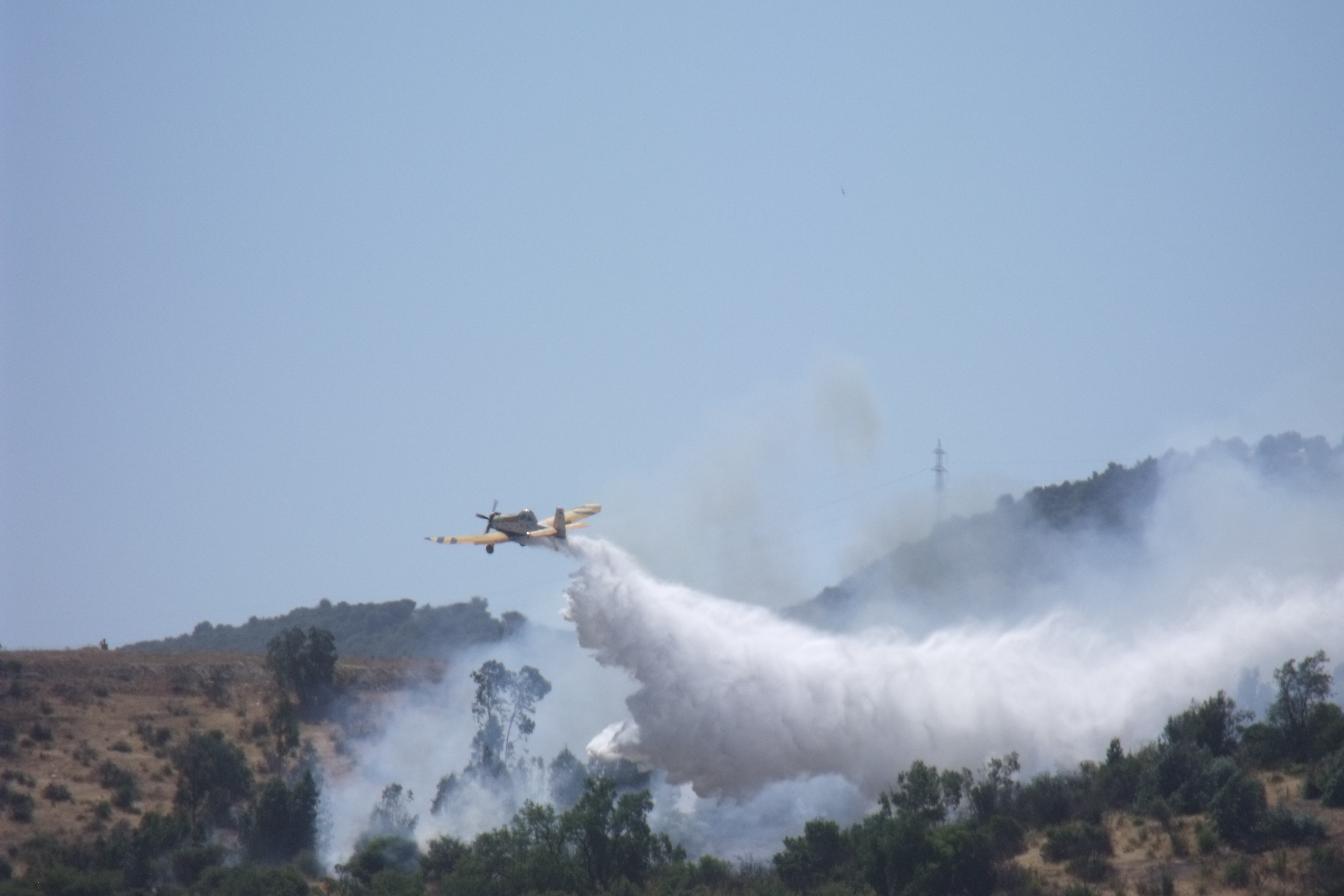
PZL-Mielec M18 Dromader

### عسكري
- كرواتيا: سلاح الجو الكرواتي -مشغل سابق.
- اليونان: القوات الجوية اليونانية
- الجبل الأسود: سلاح الجو للجبل الأسود
- صربيا :مشغل سابق.

### مدني
تستخدم للخدمة الزراعة في العديد من البلدان.